# Parada Gasoducto
Gasoducto o Kilómetro 13 era un apeadero que oficiaba de parada ferroviaria para el Ferrocarril de Comodoro Rivadavia que unía a esta localidad con Sarmiento. Se hallaba ubicado en el ejido urbano de Comodoro del departamento Escalante de la provincia de Chubut (Argentina).

## Toponimia
Tomó su nombre del gasoducto Comodoro Rivadavia - Buenos Aires que pasa en las inmediaciones. En tanto, su otro nombre proviene del redondeo del kilometraje de las vías que alcanzan los 12,7 kilómetros aquí.

## Características

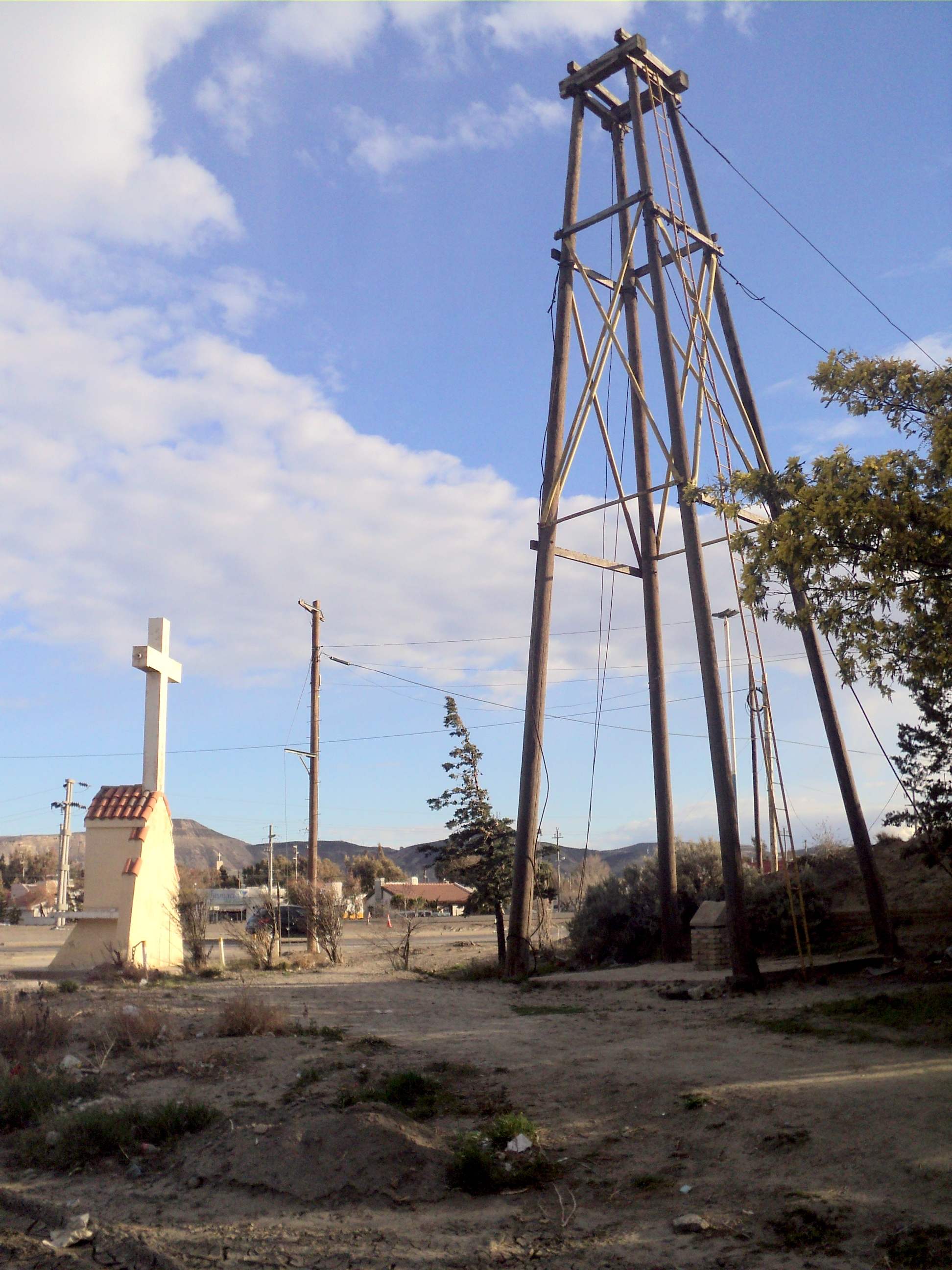
Lugar cercano donde se situó la parada Gasoducto

El apeadero se incorporó al servicio suburbano del ferrocarril en forma tardía; seguramente entró en operación con la finalización de la obra del gasoducto General San Martín el 5 de marzo de 1945. La obra descomunal del gasoducto forjó esta parada y posteriormente la bautizó. Posteriormente, su fuerte demanda terminaría desplazando al apeadero Km 15 que no volvió a figurar desde el itinerario de 1948.
Servía a las localidades Gas del Estado y Ciudadela hoy barrios de Comodoro.
Este apeadero al funcionar como parada permitía el acceso de los viajeros a los trenes o su descenso en este lugar, aunque no se vendían pasajes ni contaba con una edificación que cumpliera las funciones de estación propiamente dicha. En 1958 se informaba que el equipaje que no sea bulto de mano, debería ser cargado o descargado, según el caso. No se comunicó desvío en Km 13 por lo que solo se trataría de una parada para el uso de los pasajeros.
Se encontraba en las cercanías de la Ruta Nacional 3 entre los barrios Ciudadela y Gas del Estado. El mismo era un punto problemático por ser un paso a nivel de gran tráfico de automotor. En 1955 ya existen registros de choques entre formaciones ferroviarias y automotores.
El apeadero formaba parte del Ferrocarril de Comodoro Rivadavia que comenzó a funcionar en el año 1910 y que fue cerrado definitivamente en el año 1978 por acción del entonces ministro de economía José Martínez de Hoz de la dictadura autodenominada Proceso de Reorganización Nacional. Desde entonces se mantuvo en buen estado de conservación por algunos años.
Para 1992 el ministro de economía Domingo Cavallo del gobierno peronista encabezado por Carlos Menem confirmó la clausura de 1978. Inmediatamente se ordenó el levantamiento de las instalaciones ferroviarias que sobrevivían como vías, desvíos, apeaderos y material afín; desapareciendo gran parte del patrimonio histórico que dejó poco rastro del ferrocarril sobre la ruta provincial 39. Hoy solo quedan cortos tramos de vías y gran parte del terraplén.

## Funcionamiento

### Itinerarios históricos

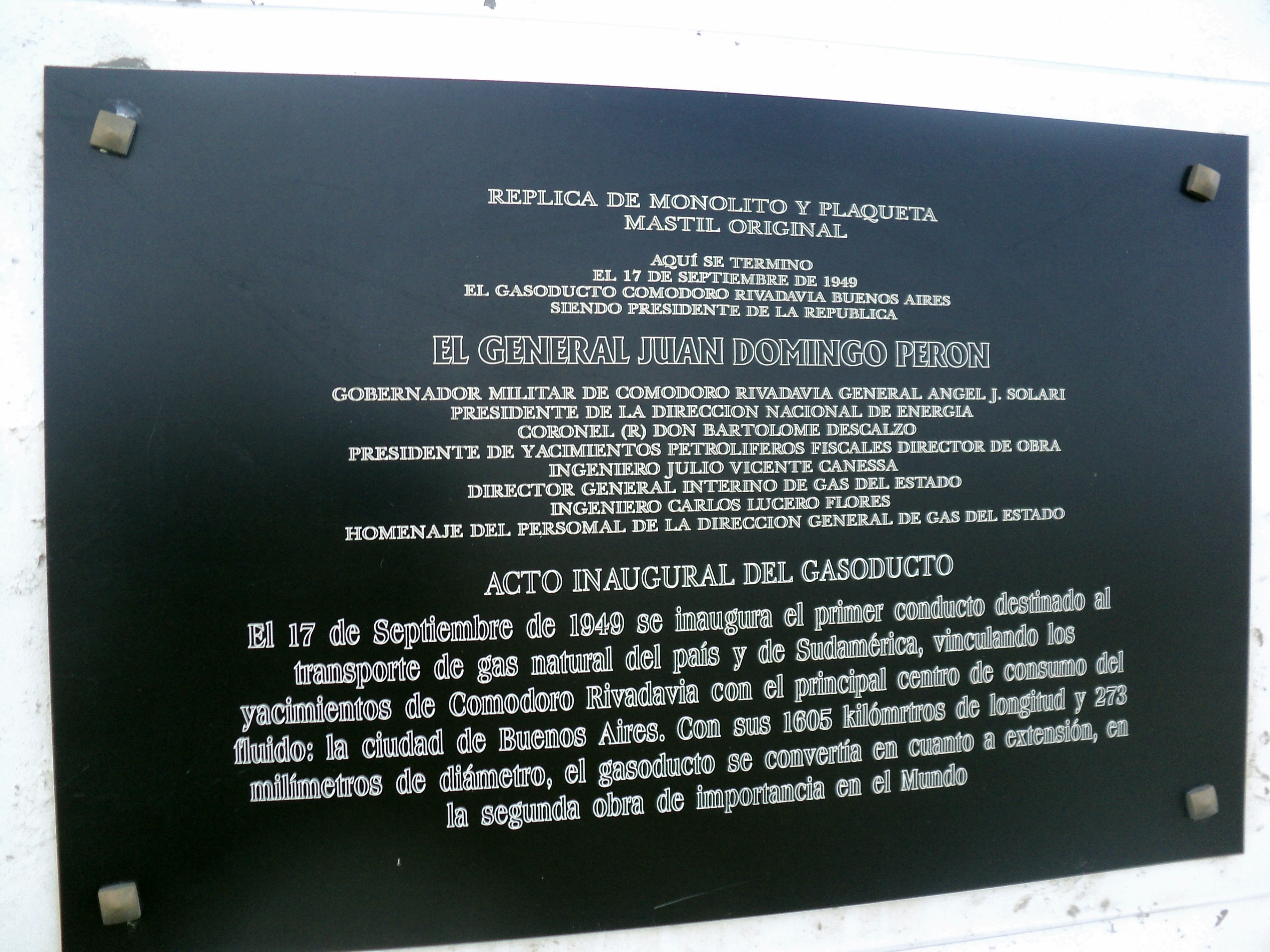
Placa conmemorativa que recuerda la apertura del gasoducto a cargo de Juan Domingo Perón y el gobernador Ángel Solari

El análisis de itinerarios de horarios del servicio de larga distancia, lo largo del tiempo, confirman que fue una parada de escasa importancia o de tardía incorporación para los servicios ferroviarios
, ya que no fue mencionada en la mayoría de los itinerarios
. De este análisis surge que los trenes se detenían solo si había pasajeros dispuestos o cargas. Los informes de horario entre 1920, 1928, 1930, 1934, 1936, 1938, 1940, 1946, 1948 y 1955 no la tuvieron en cuenta. 
En la sección de servicios suburbanos de este ferrocarril no se la tuvo presente en el primer itinerario de 1938 que describió  la extensa red de pasajeros que recorrió la zona norte de Comodoro con ferrobuses. En su lugar figuró el Apeadero Bombas Diadema.
Para el itinerario de 1946 tampoco fue mencionada y se repitió las condiciones de 1938.
Otra sección del informe 1955 fue dirigida al servicio suburbano. El mismo tenía su inicio en Comodoro y como puntas de rieles a Km 27 (que remplazaría Escalante como punta de riel), Km 20 y COMFERPET, es detallado con paradas y horarios de este servicio. Este documento es el único que mencionó a este punto como Apeadero Kilómetro 13 Gasoducto. La parada posiblemente surgió en reemplazo de Bombas Diadema que no volvió a ser nombrada. Al coche motor que partía desde la estación matriz le tomaba alcanzar este punto 30 minutos de ida. En tanto, estaba separada por 4 minutos de apeadero Aeródromo y de apeadero El Sindicato por 27 minutos.

### Registro de boletos
En una extensa colección se hace mención de este punto siempre con el nombre de Gasoducto. Era una parada con demanda en el servicio suburbano de la línea como lo demuestra una colección de boletos.  El viaje podía comprarse hasta esta parada con opción de seguir a Gasoducto o COMFERPET por el mismo precio. Aunque también se podía adquirir hasta este punto individualmente.